# Александр (Раевский)
Епи́скоп Алекса́ндр (в миру Алекса́ндр Семёнович Рае́вский; 11 (23) февраля 1868, слобода Ивановка, Павлоградский уезд, Екатеринославская губерния — 3 декабря 1937, Могилёв) — епископ Русской православной церкви, епископ Могилёвский.

## Биография
Родился 11 февраля 1868 года в селе Ивановка Павлоградского уезда Екатеринославской губернии в семье священника. В 1882 году окончил Екатеринославское духовное училище. В 1888 года окончил Екатеринославскую духовную семинарию.
4 октября 1888 года назначен псаломщиком Вознесенской церкви села Вольнохуторского Верхнеднепровского уезда Екатеринославской губернии.
6 декабря 1890 года рукоположен в сан священника и назначен к Георгиевской церкви села Кулешовки Ростовского уезда той же губернии.
Через какое то время Переведён священником Николаевской церкви села Николаевки Славяносербского уезда той же губернии.
16 января 1901 года назначен священником Иоанно-Богословской церкви села Почино-Софиевки Новомосковского уезда той же губернии. 18 апреля 1901 года награждён бархатной фиолетовой скуфьёй.
В 1903 году назначен священником Михаило-Архангельской церкви при Екатеринославской духовной семинарии. 12 апреля 1906 года награждён камилавкой.
28 марта 1911 года награждён наперсным крестом, от Святейшего Синода выдаваемым. Овдовел. Окончил три курса Киевской духовной академии. Возведён в сан протоиерея.
В 1922 года уклонился в обновленчество. 27 января 1923 года в Москве хиротонисан во епископа Севастопольского, викария Таврической обновленческой епархии. Хиротонию совершали митрополит Антонин (Грановский) и архиепископ Иоанн Альбинский.
14 февраля того же года избран епископом Таврическим и Симферопольским, председателем Таврического обновленческого епархиального управления.
14 февраля 1923 года назначен епископом Таврическим и Симферопольским, председателем обновленческого Таврического епархиального управления. Кафедра располагалась в Александро-Невском соборе Симферополя. 23 апреля 1923 года избран епископом Таврическим и Симферопольским, председателем обновленческого Таврического епархиального управления.
В апреле-мае 1923 года был участником «Второго всероссийского поместного собора» (первого обновленческого). Возведён в сан архиепископа.
В январе 1924 года становится членом Всероссийского обновленческого синода.
В июне 1924 года был участником Всероссийского предсоборного совещания.
Принёс покаяние Патриарху Тихону и 26 июня 1924 года принят в сане епископа и назначен епископом Керченским с поручением временного управления Таврической епархией, которой управлял до 20 марта 1928 года.
12 апреля 1925 года подписал акт о передаче высшей церковной власти митрополиту Крутицкому Петру (Полянскому).
В 1925—1926 годы проживал в Одессе.
С октября 1926 года временно управлял Рыльским викариатством Курской епархии.
25 июня 1930 года назначен епископом Кустанайский, викарием Челябинской епархии.
24 декабря 1930 года назначен епископом Сухиничским, викарием Калужской епархии.
12 сентября 1931 года назначен епископом Златоустовским, викарием Свердловской епархии.
С 23 октября 1932 года — епископ Каменский, викарий Донской епархии. Временно управлял Донской епархией.
С 16 февраля 1933 года временно управлял Бакинской епархией.
11 августа 1933 года назначен епископом Елабужским, викарием Казанской епархии. В Елабугу не приезжал.
12 марта 1934 года Временный патриарший Священный синод принял «Положение об областных Преосвященных», в котором указывалось, что кафедра в Кустанае преобразовывается в самостоятельную для окормления приходов Актюбинской области. 15 марта 1934 года епископ Александр (Раевский) вновь был назначен в Кустанай.
С 30 октября 1935 года — епископ Актюбинский и Кустанайский.
С сентября 1936 года — епископ Петропавловский, викарий Омской епархии.
С 16 октября 1936 года — епископ Могилёвский.
3 сентября 1937 года был арестован. Следователь требовал от епископа Александра признаний в том, что «приехав в Могилев, Вы по поручению Московской Патриархии связались с членами контрреволюционной организации, остававшимися на свободе после ареста бывшего епископа Крошечкина, и совместно с ним проводили организационную деятельность против Советской власти». Все обвинения категорически отверг. На допросах держался с исключительным мужеством. Несмотря на все истязания, никого не оговорил. 31 октября приговорён к высшей мере наказания по обвинению в «участии в контрреволюционной повстанческой организации». Был расстрелян 3 декабря 1937 года в Могилёве.